# Élüszion
Az Élüszion (görög betűkkel Ἠλύσιον, latinosan Elysium, magyarosan Elízium) olyan túlvilági hely a görög mitológiában, ahol azok kaptak helyet, akik az istenek kedveltjei voltak életükben (pl. a hősök); a Tartarosszal ellentettje, amely megfeleltethető a keresztény hit poklának. Gyakran nevezték a boldogok mezejének – vagy elíziumi mezőknek – is, mivel az itt lakók gond és baj nélkül éltek, és sohasem éreztek fáradtságot, éhséget vagy szomjúságot. Az ide került lelkek az örökkévalóságig boldogan szórakozhattak. Az ókorban úgy gondolták, hogy a világ nyugati peremén helyezkedik el.